# Уилър (окръг, Небраска)
Вижте пояснителната страница за други значения на Уилър.
Окръг Уилър (на английски: Wheeler County) е окръг в щата Небраска, Съединени американски щати. Площта му е 1492 km², а населението - 886 души. Административен център е град Бартлет.